# Camponotus erythrocephalus
Camponotus erythrocephalus is een mierensoort uit de onderfamilie van de schubmieren (Formicinae). De wetenschappelijke naam van de soort is voor het eerst geldig gepubliceerd in 2007 door Clouse.